# (35531) 1998 FQ70
1998 FQ70 (asteroide 35531) é um asteroide da cintura principal. Possui uma excentricidade de 0.08808680 e uma inclinação de 5.94869º.
Este asteroide foi descoberto no dia 20 de março de 1998 por LINEAR em Socorro.